# سیارک ۷۳۰۶
سیارک ۷۳۰۶ (به انگلیسی: 7306 Panizon، نامگذاری:1994EH) هفت هزار و سیصد و ششمین سیارک کشف شده‌است که در ۶ مارس ۱۹۹۴ کشف شد.
قدر مطلق سیارک برابر ۱۳٫۵۰ است و تناوب مداری آن نیز ۱۵۶۷.۱۳۵۰۱۹۵ میباشد.